# Костята (Добрянский район)
Костята — опустевшая деревня в Добрянском районе Пермского края России. Входит в состав Сенькинского сельского поселения.

## География
Деревня расположена в центре края, в нижнем течении реки Кама.

## Население
| 2010 |
| ---- |
| 0    |

## Инфраструктура
Было развито личное подсобное хозяйство.

## Транспорт
Водный и автомобильный транспорт.
В соседнем селе Усть-Гаревая расположена пристань.   

## Топографические карты
- Лист карты O-40-53 Доьрянка. Масштаб: 1 : 100 000. Издание 1977 г.